# Stade Michel-Moretti
Le stade Michel-Moretti, anciennement stade François-Coty, est un stade de football situé à Ajaccio en Corse. D'une capacité de 8 470 places, il a pour club résident l'AC Ajaccio.

## Histoire
Inauguré le 1er décembre 1968 sous le nom de Parc des Sports de l’ACA, le stade a toujours été appelé stade Timizzolo. Il pouvait accueillir initialement 12 000 spectateurs (pour 6 000 places assises). Le jour de l’inauguration, le 1er décembre 1968, pas moins de 14 421 spectateurs sont recensés à l’occasion du derby corse opposant l’AC Ajaccio au SEC Bastia, pour le premier derby corse de l'histoire en première division. À noter que c’est un des rares stades à avoir une vue sur la Méditerranée.
L’enceinte est baptisée stade François-Coty en 1971 en hommage à l'industriel et parfumeur François Coty (1874-1934) qui fut maire d'Ajaccio entre 1931 et 1934. L'inauguration a lieu le 12 décembre 1971 face à Nîmes.
Des travaux de rénovation ont été lancés en mai 2007 afin de conformer le stade, réputé pour sa vétusté, aux normes de la Ligue 1 et porter sa capacité à 10 660 places assises et couvertes. Initialement prévus pour être terminés en 2008, ces travaux, d'un coût estimé de 9 millions d’euros, ne seront pas achevés avant fin 2012. La pelouse datant de 1968 a été refaite entièrement durant l'été 2012. De plus, une tribune provisoire de 1 500 places a été installée côté mer derrière le but. Concernant le stade, deux tribunes toutes neuves sont refaites, avec notamment vingt-huit loges de douze ou six places chacune en tribune Nord. La tribune d'honneur est refaite à neuf, durant la saison 2012-2013 pour porter la capacité du stade à 10 660 places. La date d'inauguration est ensuite prévue pour le début de la saison 2014-2015.
Le 10 mars 2024, l'AC Ajaccio annonce, par le biais d'un communiqué, que le stade portera le nom de Michel Moretti, président emblématique du club corse qui fut un des artisans de la remontée du club en Ligue 1 au début des années 2000.

## Localisation
Le stade est situé en périphérie, à l'est d'Ajaccio et à l'ouest de l'aéroport, sur l'ancienne route de Sartène, à moins de 400 mètres de la mer.

## Galerie

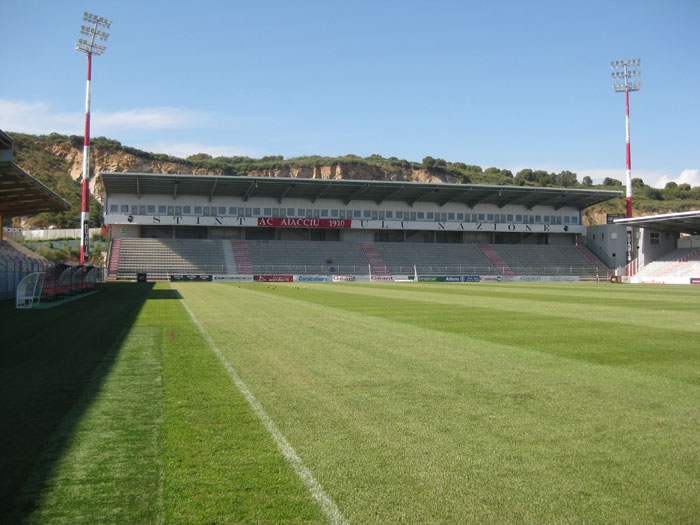
Tribune Nord Antoine Faedda
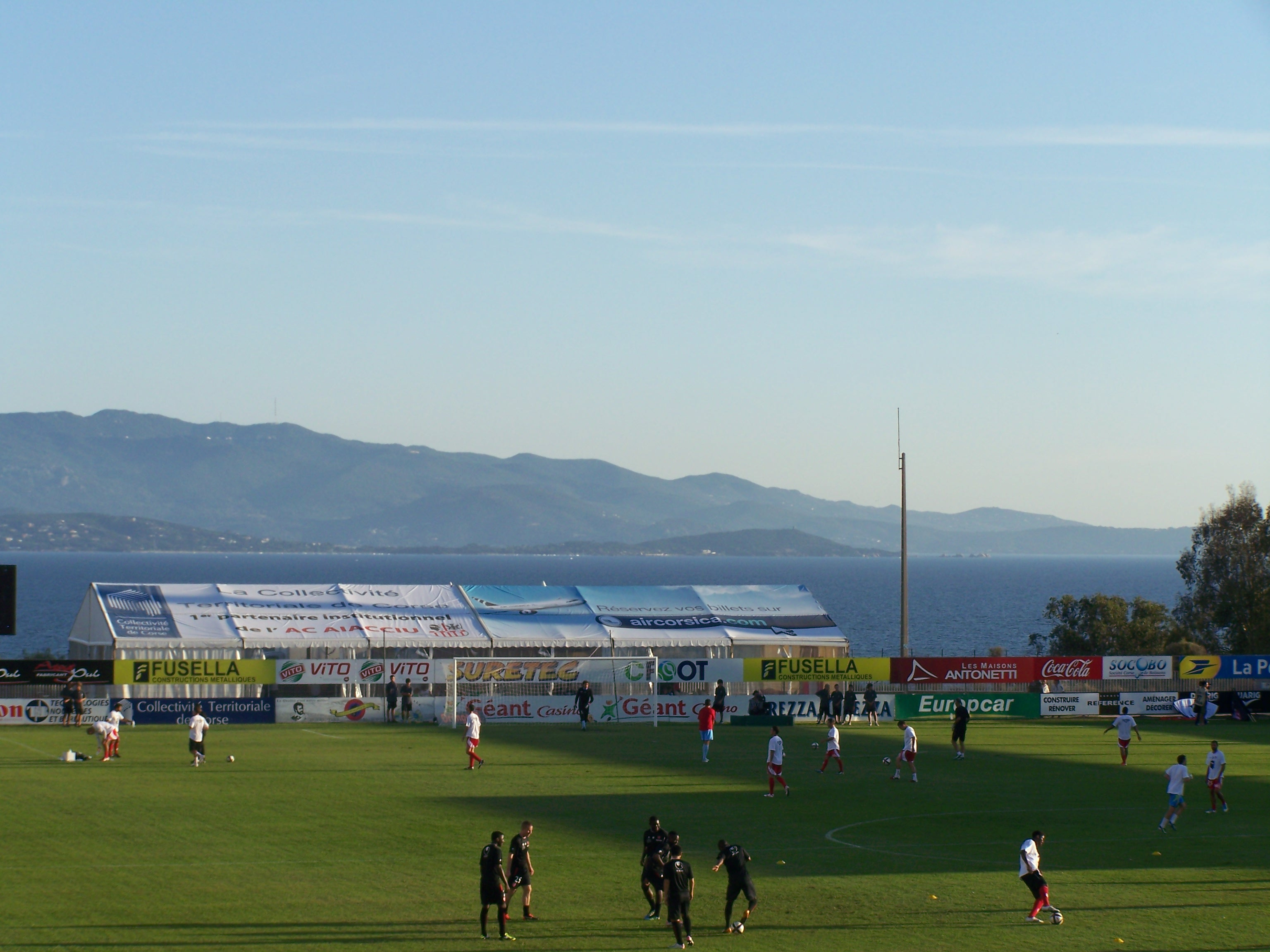
Vue de la Méditerranée
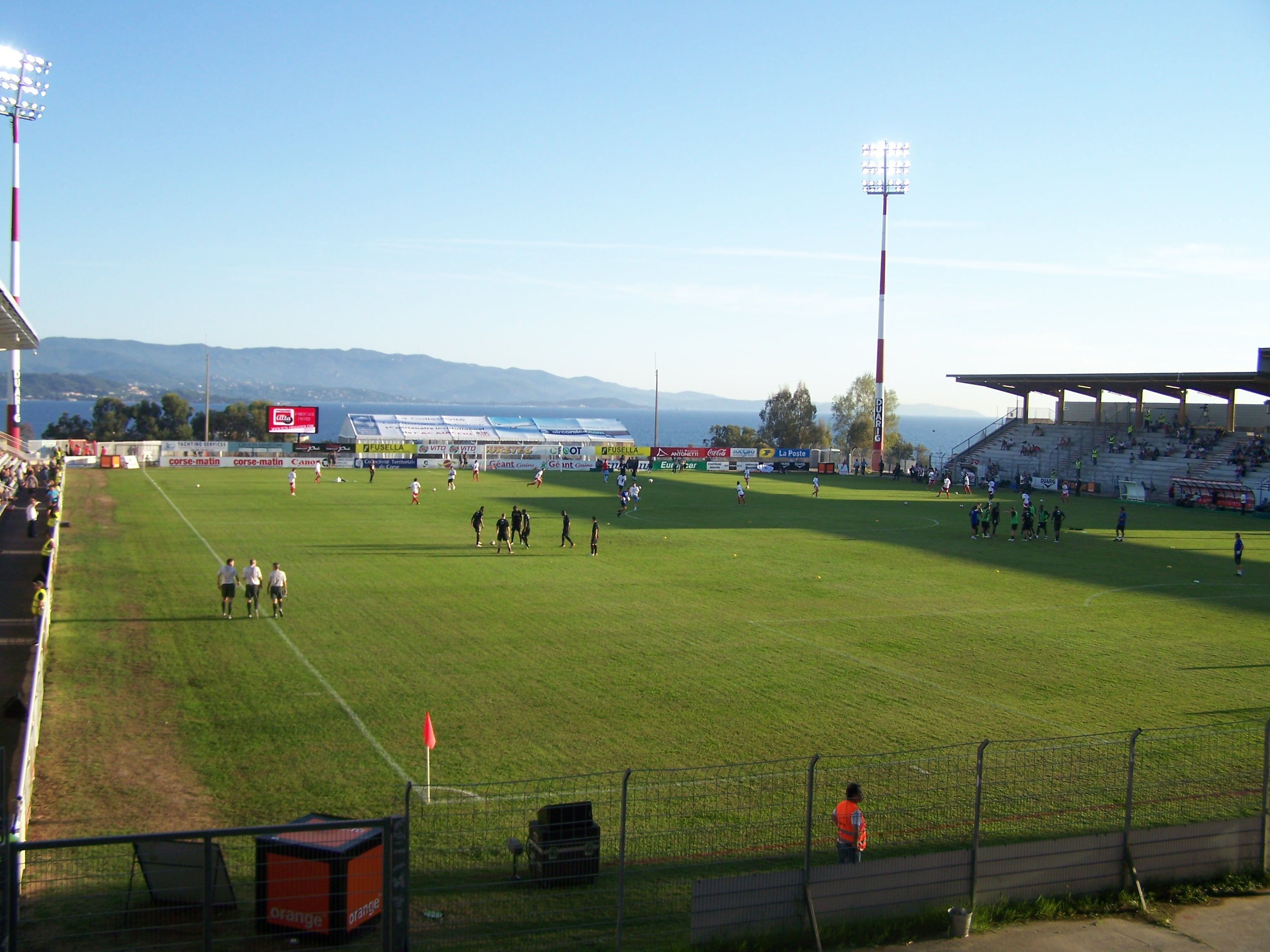
Intérieur du stade